# 奧斯卡·羅德里格斯·馬拉迪亞加
奧斯卡·安德肋·羅德里格斯·馬拉迪亞加（西班牙語：Óscar Andrés Rodríguez Maradiaga；1942年12月29日—）是洪都拉斯籍天主教司鐸級樞機、鮑思高慈幼會會士、現任特古西加爾巴總教區總主教和樞機諮議會成員。

## 生平
羅德里格斯於1942年12月29日在洪都拉斯首都特古西加爾巴出生。他加入了慈幼會於1961年5月3日。他在薩爾瓦多和在羅馬慈幼宗座大學，獲得神學和哲學博士學位，並從宗座拉特朗大學獲得道德神學。並且，在奧地利因斯布魯克大學獲得臨床心理學和心理治療文憑。他於1970年6月28日，在鮑思高慈幼會晉鐸。他除了說祖國語西班牙語，他會說英語、法語、意大利語、德語和葡萄牙語。
他於1978年12月8日晉牧，並獲教宗若望保祿二世任命為特古西加爾巴總教區輔理主教，領普登提亞納領銜教區主教銜。直到1993年1月8日，由於Héctor Enrique Santos Hernández榮体，因此羅德里格斯接替成為特古西加爾巴總教區正權總主教。
2001年2月21日被任為司鐸級樞機，領銜聖馬里亞德拉斯佩蘭扎堂區司鐸。於2012年6月12日，他被任命為聖座教育部成員，任期五年。同年獲頒台灣輔仁大學名譽博士。

## 意見
他是梵蒂岡的發言人，有關與國際貨幣基金組織和世界銀行對第三世界國家的債務問題，他並鼓勵各國給予開發援助。